# Jungiella corsicana
Jungiella corsicana är en tvåvingeart som beskrevs av Wagner 1993. Jungiella corsicana ingår i släktet Jungiella och familjen fjärilsmyggor. Inga underarter finns listade i Catalogue of Life.